# Wereldkampioenschappen baanwielrennen 2013
De wereldkampioenschappen baanwielrennen 2013 werden van 20 tot en met 24 februari 2013 gehouden in de Minsk Arena in het Wit-Russische Minsk. Er stonden negentien onderdelen op het programma, tien voor mannen en negen voor vrouwen.

## Wedstrijdschema
| Onderdelen | Onderdelen           | Februari | Februari | Februari | Februari | Februari |
| Onderdelen | Onderdelen           | 20       | 21       | 22       | 23       | 24       |
| ---------- | -------------------- | -------- | -------- | -------- | -------- | -------- |
| Mannen     | Ploegenachtervolging | Goud     |          |          |          |          |
| Mannen     | 1 km tijdrit         | Goud     |          |          |          |          |
| Mannen     | Scratch              |          | Goud     |          |          |          |
| Mannen     | Teamsprint           |          | Goud     |          |          |          |
| Mannen     | Achtervolging        |          | Goud     |          |          |          |
| Mannen     | Puntenkoers          |          |          | Goud     |          |          |
| Mannen     | Keirin               |          |          | Goud     |          |          |
| Mannen     | Omnium               |          |          | Goud     | Goud     |          |
| Mannen     | Sprint               |          |          |          |          | Goud     |
| Mannen     | Koppelkoers          |          |          |          |          | Goud     |
| Vrouwen    | Teamsprint           | Goud     |          |          |          |          |
| Vrouwen    | Achtervolging        | Goud     |          |          |          |          |
| Vrouwen    | 500m tijdrit         |          | Goud     |          |          |          |
| Vrouwen    | Ploegenachtervolging |          | Goud     |          |          |          |
| Vrouwen    | Scratch              |          |          | Goud     |          |          |
| Vrouwen    | Sprint               |          |          |          | Goud     |          |
| Vrouwen    | Puntenkoers          |          |          |          | Goud     |          |
| Vrouwen    | Omnium               |          |          |          | Goud     | Goud     |
| Vrouwen    | Keirin               |          |          |          |          | Goud     |

## Medailles

### Mannen
| Onderdeel            | Goud | Goud                                                              | Zilver | Zilver                                              | Brons | Brons                                                                         |
| -------------------- | ---- | ----------------------------------------------------------------- | ------ | --------------------------------------------------- | ----- | ----------------------------------------------------------------------------- |
| Sprint               | GER  | Stefan Bötticher                                                  | RUS    | Denis Dmitrjev                                      | FRA   | François Pervis                                                               |
| 1km tijdrit          | FRA  | François Pervis                                                   | NZL    | Simon Van Velthooven                                | GER   | Joachim Eilers                                                                |
| Achtervolging        | AUS  | Michael Hepburn                                                   | IRL    | Martyn Irvine                                       | SUI   | Stefan Küng                                                                   |
| Ploegenachtervolging | AUS  | Glenn O'Shea Alexander Edmondson Michael Hepburn Alexander Morgan | GBR    | Steven Burke Ed Clancy Samuel Harrison Andy Tennant | DEN   | Lasse Norman Hansen Casper von Folsach Mathias Møller Rasmus Christian Quaade |
| Teamsprint           | GER  | René Enders Stefan Bötticher Maximilian Levy                      | NZL    | Ethan Mitchell Sam Webster Edward Dawkins           | FRA   | Julien Palma François Pervis Michaël D'Almeida                                |
| Keirin               | GBR  | Jason Kenny                                                       | GER    | Maximilian Levy                                     | NED   | Matthijs Büchli                                                               |
| Scratch              | IRL  | Martyn Irvine                                                     | AUT    | Andreas Müller                                      | AUS   | Luke Davison                                                                  |
| Puntenkoers          | GBR  | Simon Yates                                                       | ESP    | Eloy Teruel                                         | RUS   | Kirill Svesjnikov                                                             |
| Koppelkoers          | FRA  | Vivien Brisse Morgan Kneisky                                      | ESP    | David Muntaner Albert Torres                        | GER   | Henning Bommel Theo Reinhardt                                                 |
| Omnium               | NZL  | Aaron Gate                                                        | DEN    | Lasse Norman Hansen                                 | AUS   | Glenn O'Shea                                                                  |

### Vrouwen
| Onderdeel            | Goud | Goud                                    | Zilver | Zilver                                     | Brons | Brons                                        |
| -------------------- | ---- | --------------------------------------- | ------ | ------------------------------------------ | ----- | -------------------------------------------- |
| Sprint               | GBR  | Rebecca James                           | GER    | Kristina Vogel                             | HKG   | Lee Wai Sze                                  |
| 500m tijdrit         | HKG  | Lee Wai Sze                             | GER    | Miriam Welte                               | GBR   | Rebecca James                                |
| Achtervolging        | USA  | Sarah Hammer                            | AUS    | Amy Cure                                   | AUS   | Annette Edmondson                            |
| Ploegenachtervolging | GBR  | Laura Trott Danielle King Elinor Barker | AUS    | Annette Edmondson Amy Cure Melissa Hoskins | CAN   | Gillian Carleton Jasmin Glaesser Laura Brown |
| Teamsprint           | GER  | Kristina Vogel Miriam Welte             | CHN    | Guo Shuang Gong Jinjie                     | GBR   | Victoria Williamson Rebecca James            |
| Keirin               | GBR  | Rebecca James                           | CHN    | Gong Jinjie                                | CUB   | Lisandra Guerra                              |
| Scratch              | POL  | Katarzyna Pawłowska                     | MEX    | Sofia Arreola                              | RUS   | Jevgenia Romanjoeta                          |
| Puntenkoers          | CZE  | Jarmila Machačová                       | MEX    | Sofia Arreola                              | ITA   | Giorgia Bronzini                             |
| Omnium               | USA  | Sarah Hammer                            | GBR    | Laura Trott                                | AUS   | Annette Edmondson                            |

### Medaillespiegel
| Plaats | Land                | Goud | Zilver | Brons | Totaal |
| 1      | Verenigd Koninkrijk | 5    | 2      | 2     | 9      |
| 2      | Duitsland           | 3    | 3      | 2     | 8      |
| 3      | Australië           | 2    | 2      | 4     | 8      |
| 4      | Frankrijk           | 2    | 0      | 2     | 4      |
| 5      | Verenigde Staten    | 2    | 0      | 0     | 2      |
| 6      | Nieuw-Zeeland       | 1    | 2      | 0     | 3      |
| 7      | Ierland             | 1    | 1      | 0     | 2      |
| 8      | Hongkong            | 1    | 0      | 1     | 2      |
| 9      | Polen               | 1    | 0      | 0     | 1      |
| 9      | Tsjechië            | 1    | 0      | 0     | 1      |
| 11     | China               | 0    | 2      | 0     | 2      |
| 11     | Mexico              | 0    | 2      | 0     | 2      |
| 11     | Spanje              | 0    | 2      | 0     | 2      |
| 14     | Rusland             | 0    | 1      | 2     | 3      |
| 15     | Denemarken          | 0    | 1      | 1     | 2      |
| 16     | Oostenrijk          | 0    | 1      | 0     | 1      |
| 17     | Canada              | 0    | 0      | 1     | 1      |
| 17     | Cuba                | 0    | 0      | 1     | 1      |
| 17     | Italië              | 0    | 0      | 1     | 1      |
| 17     | Nederland           | 0    | 0      | 1     | 1      |
| 17     | Zwitserland         | 0    | 0      | 1     | 1      |
| Totaal | Totaal              | 19   | 19     | 19    | 57     |